# ويليام إل. تيري
ويليام إل. تيري (بالإنجليزية: William L. Terry)‏ هو محامي وسياسي أمريكي، ولد في 27 سبتمبر 1850، وتوفي في 4 نوفمبر 1917 في ليتل روك في الولايات المتحدة. حزبياً، نشط في الحزب الديمقراطي. وقد انتخب عضو مجلس ولاية أركنساس وانتخب عضو مجلس النواب الأمريكي.